# Kevin Kilbane
Kevin Daniel Kilbane (Preston, Anglia, 1977. február 1.) több, mint százszoros ír válogatott labdarúgó, jelenleg az angol Hull City hátvédje.